# Крайні точки Болгарії
Нижче наведено список крайніх точок Болгарії.

## Крайні точки
- Північна точка — гирло річки Тимок, Видинська область (44°12′49″ пн. ш. 22°39′57″ сх. д. / 44.21361° пн. ш. 22.66583° сх. д.)
- Південна точка — гора Вейката, Кирджалійська область (41°14′05″ пн. ш. 25°17′18″ сх. д. / 41.23472° пн. ш. 25.28833° сх. д.)
- Західна точка — гора Шулеп Кимак , Кюстендильська область (42°18′45″ пн. ш. 22°21′36″ сх. д. / 42.31250° пн. ш. 22.36000° сх. д.)
- Східна точка — Шабла, Добрицька область(43°32′22″ пн. ш. 28°36′25″ сх. д. / 43.53944° пн. ш. 28.60694° сх. д.)

## Крайні висоти
- Найвища точка — гора Мусала, Софійська область (2925 м)

42°10′47″ пн. ш. 23°35′12″ сх. д. / 42.17972° пн. ш. 23.58667° сх. д.
- Найнижча точка — Чорноморське узбережжя Болгарії (0 м).